# Námořní medaile kontradmirála Armanda Lópeze Condeho
Námořní medaile kontradmirála Armanda Lópeze Condeho (španělsky: Medalla Naval Contralmirante Armando López Conde) je venezuelské vojenské vyznamenání založené roku 2002.

## Historie a pravidla udílení
Medaile byla založena dekretem č. 15252 ze dne 11. března 2002. Informace o jejím založení byla zveřejněna v Gaceta Oficial č. 37413 ze dne 1. dubna 2002. Pojmenována byla na počest kontradmirála Armanda Lópeze Condeho, zakladatele moderního venezuelského námořnictva. Udílena je v jediné třídě vojenskému i civilnímu personálu námořní pěchoty Venezuely za vynikající službu tomuto sboru.

## Popis medaile
Medaile kulatého tvaru se skládá z vnějšího úzkého černě smaltovaného kruhu se zlatým nápisem. Na prstenec navazuje zlatá hvězda o šestnácti cípech. Uprostřed je zeleně smaltovaný štít s diagonálním černě smaltovaným pruhem se zlatým lemováním. Uprostřed štítu je barevně smaltovaný znak venezuelské námořní pěchoty.
Stuha z hedvábného moaré široká 35 mm je olivově zelená uprostřed s černým pruhem širokým 1 mm. Délka stuhy je 45 mm.